# Ana Zegarra
Ana Zadith Zegarra Saboya (Yurimaguas, 11 de marzo de 1984 ): es una administradora y política peruana. Actualmente es congresista de la república por Loreto en el periodo 2021-2026, ejerciendo el cargo desde el 2 de octubre del 2024. Esto se debió al cargo vacante del congresista Hitler Saavedra por fallecimiento ocurrido el día 17 de septiembre del 2024.

## Carrera política

### Congresista de la República
Es militante del partido político Somos Perú y participó en las elecciones parlamentarias del año 2021 como candidata al Congreso de la República por la circunscripción de Loreto, la cual no tuvo éxito resultando elegida accesitaria con 4917 votos.
Actualmente ocupa el cargo del congresista fallecido Hitler Saavedra la cual quedó vacante y fue juramentada como congresista de la república para el periodo parlamentario 2021-2026, el 2 de octubre del 2024.